# سیارک ۳۱۵۸
سیارک ۳۱۵۸ (به انگلیسی: 3158 Anga، نامگذاری:1976SU2) سه هزار و صد و پنجاه و هشتمین سیارک کشف شده‌است که در ۲۴ سپتامبر ۱۹۷۶ کشف شد.
قدر مطلق سیارک برابر ۱۲٫۵۰ است.